# Lucio Agostini
Lucio Agostini (* 30. Dezember 1913 in Fano, Italien; † 15. Februar 1995 in Toronto) war ein kanadischer Komponist, Arrangeur und Dirigent italienischer Herkunft.

## Leben
Agostini kam mit seiner Familie im Alter von drei Jahren nach Montreal und erhielt 1926 die kanadische Staatsbürgerschaft. Den ersten Musikunterricht erhielt er im Alter von fünf Jahren von seinem Vater, dem Komponisten und Dirigenten Giuseppe Agostini. Später studierte er Harmonielehre und Komposition bei Louis Michiels und Henri Miro sowie Cello bei Peter Van der Meerschen. Fünfzehnjährig spielte er Tenorsaxophon, Bassklarinette und Cello im Orchester seines Vaters, sechzehnjährig wurde er Cellist im Montreal Symphonic Orchestra unter Leitung von Eugène Chartier.
1929 und 1930 leitete Agostini die Red and White Revue an der McGill University. Von 1932 bis 1944 komponierte er zahlreiche Musiken zu Dokumentarfilmen der Associated Screen News, deren musikalischer Direktor er zuletzt war. Für den National Film Board komponierte er Musiken zu Kurzfilmreihen wie Canada at War und The World in Action. Für den Rundfunk dirigierte er die Programme Mantilles et castagnettes, The Little Review und Carnival in Venice.
1944–45 komponierte und dirigierte er die Musik zu der CBC-Hörspielreihe Stage von Andrew Allen, später arbeitete er auch für das CBC Ford Theatre und verschiedene andere Rundfunkprogramme, darunter auch seine eigenen Strictly for Strings (1951–52), Appointment with Agostini (1954–55 und 1958–60), Music Album (1968), Collage' (1969) und Music to Remember (1970). Nach einem einjährigen Aufenthalt in Hollywood war er ab Mitte der 1950er Jahre zwanzig Jahre lang Dirigent und Arrangeur des Fernsehprogramms Front Page Challenge der CBC.
In den 1970er Jahren entstanden Agostinis drei musikalische Komödien Willie the Squowse (1968), Gibraltar (1975) und Divorce (1976), außerdem komponierte er in dieser Zeit Musiken zu mehreren Fernsehfilmen, darunter Inside Out (1975), Ragtime Summer (1977), The Little Brown Burro (1978) und The New Misadventures of Ichabod Crane (1978). 1980 entstand die Musik zur Hörspielfassung von Robertson Davies’ Roman Fifth Business. Weiterhin komponierte Agostini u. a. ein Klavierkonzert (1948), die Tondichtung Pickwick Papers (1948), eine Elegie für Orchester (1958), die Shakespearean String Suite für Streichorchester (1948), ein Flötenkonzert (1960, aufgenommen von Nicholas Fiore mit dem Albert Pratz Orchestra) und ein Trio Québécois (1970, aufgenommen mit Avrahm Galper 1971) und arrangierte Werke für die Sänger Alys Robi, Juliette Augustina Cavazzi und Tony Ziccardi und den Gitarristen Giovanni Liberatore.